# Center Point (Alabama)
 For alternative betydninger, se Center Point. (Se også artikler, som begynder med Center Point)
Center Point er en by i den centrale del af delstaten Alabama i USA. Byen har 16.406 (2020) indbyggere og ligger i det amerikanske county Jefferson County.

## Ekstern henvisning
- Wikimedia Commons har flere filer relateret til Center Point (Alabama)
- Officiel hjemmeside